# Clinodiplosis allahabadensis
Clinodiplosis allahabadensis är en tvåvingeart som först beskrevs av Grover 1965.  Clinodiplosis allahabadensis ingår i släktet Clinodiplosis och familjen gallmyggor. Inga underarter finns listade i Catalogue of Life.